# モズドク

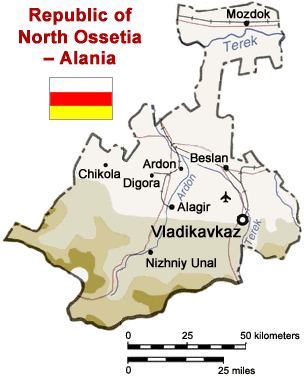
北オセチアの地図。モズドクは最北部にある

モズドク（ロシア語:Моздо́к；オセット語:メズデグ Мæздæг；Mozdok）はロシア南部の北オセチア・アラニア共和国の都市。人口は3万8748人（2023年 推計値）。モズドクはカバルド語で「深い森」を意味する。テレク川の左岸に位置し、北オセチアの首都ウラジカフカスからは北へ92km。農産物の集散地であり、軽工業が盛ん。
民族はロシア人が62.7%を占め、オセット人が7.6%、アルメニア人が6.1%、クムイク人が4.6%、チェチェン人が4.3%、カバルド人が3.2%、高麗人が2.4%。

## 歴史

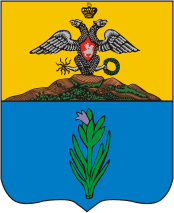
モズドク市の紋章

モズドクは1759年に設立され、1785年に町として認められた。当時、カバルダ人の首長が正教会に改宗してロシアに忠誠を誓い、カバルダ人やオセット人らとともにテレク川沿いの深い森に囲まれたこの地に入植した。グリゴリー・ポチョムキン公は1763年にこの地に要塞を築き、コサックの517家族を要塞周囲に設けたスタニツァ（コサックの村）に住まわせた。テレク・コサック軍に属する集団のうち、5つのコサック集団がモズドクスキー連隊を構成し、テレク川沿いの東西80ベルスタに及ぶ前線を防護した。
18世紀後半から19世紀にかけては北カフカスの軍事および交易の中心地として栄えたモズドクは、1870年代から1890年代にかけてロストフ・ナ・ドヌからマハチカラを経てバクーに向かう北カフカース鉄道が南のベスラン・グロズヌイ経由で建設されたために重要性を失った。1915年にはテレク川に沿った支線が建設されモズドクを通っている。第二次世界大戦では1942年8月25日にバクー油田を目指して進むドイツ軍により占領されたが、1943年1月24日に赤軍が奪還した。
チェチェン紛争でグロズヌイを通る鉄道が運行不能になったため、モズドク経由の支線がロストフ・ナ・ドヌからバクーに向かう唯一の鉄道となっている。
第二次チェチェン紛争突入後、モズドクに大きな拠点を置くロシア軍に対し2度テロが行われた。2003年6月にはロシア空軍の軍人で満員のバスに自爆テロリストの乗った車が衝突し、モズドクは混乱に陥った。同年8月1日には大型トラックで自爆テロリストが市の軍病院に突入し建物は全壊、50人以上が死亡した。